# Владимиров, Александр Александрович
Александр Александрович Владимиров (1862—1942) — русский и советский иммунолог, доктор медицины и ветеринарный врач, профессор и директор Института экспериментальной медицины, действительный статский советник, заслуженный деятель науки РСФСР. Организатор российского здравоохранения во время Первой мировой и гражданской войн, первых лет Советской власти.

## Биография

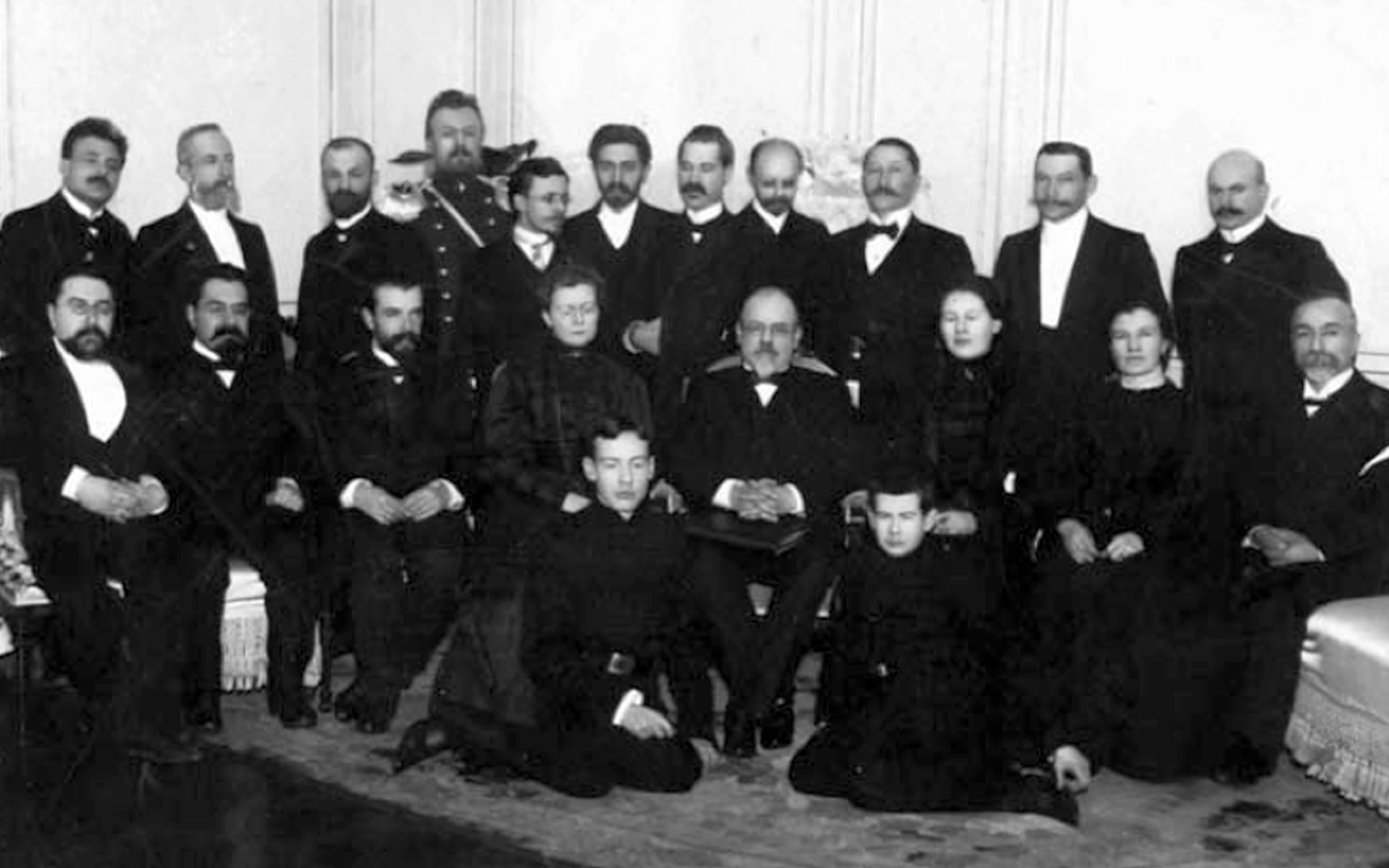
Начало 20-го века. Российские медики на приёме во дворце
принца А. П. Ольденбургского.
Сидят (слева направо):
А. М. Левин, В. П. Кашкадамов, А. А. Владимиров, Л. П. Лукьянова, С. М. Лукьянов, две неизв. дамы, А. Е. Семинов. Санкт-Петербург

Родился в Санкт-Петербурге 21 мая (2 июня по современному стилю) 1862 года. Среднее образование получил в Берлине. Вернувшись в Россию, поступил на медицинский факультет Дерптского университета. В студенческие годы работал в патологоанатомической лаборатории профессора Робера Тома. По окончании университетского курса (1888) остался при этой лаборатории. Изучал бактериологию у Р. Коха. Получил степень доктора медицины (1889). 
По возвращении в Дерпт получил должность ассистента кафедры гигиены и ассистентом бактериологической станции Дерптского ветеринарного института. Помощник заведующего эпизоотологическим отделом Института экспериментальной медицины в Петербурге (с 1890). Работал (1894) в Альфортской ветеринарной школе (Франция), где (1895) получил звание ветеринарного врача. Возглавил эпизоотологический отдел Института экспериментальной медицины (1895), который стал центром изучения туберкулёза, а также сапа и других зоонозов. Организовал при отделе лабораторию для изучения чумы и изготовления противочумных препаратов (1897), которая затем была переведена (1899) в кронштадтский форт Александр I. 
Профессор кафедры эпизоотологии Женского медицинского института (1914—1926). Профессор Первого Петроградского медицинского института (с 1918). Профессор (1918—1927) и директор (с 1922) Института экспериментальной медицины. Последние годы жизни работал в медицинских учреждениях Ленинграда.
Один из пионеров разработки методов изготовления и изучения действия на организм туберкулина и маллеина и внедрения их в медицинскую и ветеринарную практику. Участник отечественных и международных съездов по проблемам туберкулёза, лепры и др. В 1-м издании БМЭ был редактором по эпизоотологии. Один из основателей Лиги по борьбе с туберкулёзом.
Владимиров скончался 2 февраля 1942 года в блокированном Ленинграде «при явлениях угнетения сердечной деятельности на почве дистрофии».
Владимиров опубликовал более 50 научных работ. Главные работы Владимирова касаются бубонной чумы (выработка сывороток и вакцины), диагностики сапа (агглютинация), кровепаразитов, туберкулёза и иммунитета, а также работы в области санитарии и санитарной эпидемиологии:
- Диагностическое значение впрыскиваний маллеина при сапе (совместно с профессором Е. М. Земмером[латыш.]), «Архив Биологических Наук», 1892;
- Руководство к обучению санитаров-дезинфекторов для борьбы с холерою, Спб., 1893;
- Über die antitoxin erzeugen und immunisierende Wirkung des Tetanus Gittes bei Tieren, Zeitschrift Tür Hygiene, B. XV, 1893;
- О технике заготовления противочумной сыворотки, «Врач», 1897;
- Sur le phénomène d'agglutination dans la morve, Recueil de médecine vétrinaire, 1897;
- Критический обзор специфических средств, предложенных для борьбы с бубонной чумой, Журн. Рус. о-ва охр. народн. здравия, № 4-5, с. 249, 1898;
- Противочумные предохранительные прививки в г. Hubli, там же, № 4, с. 323, 1900;
- Первый «туберкулезный день» в России 1911 года, Спб., 1911.